# Jean-Gabriel Albicocco
Pour les articles homonymes, voir Albicocco.
Jean-Gabriel Albicocco est un réalisateur français, né le 15 février 1936 à Cannes (Alpes-Maritimes) et mort le 9 avril 2001 à Rio de Janeiro (Brésil).

## Biographie

### Origines
Jean-Gabriel Albicocco naît le 15 février 1936 à 19 h 30 dans la villa Tallandier à Cannes sous le nom d'état civil de Gabriel Jean Fernand Joseph Albicocco,, de Quinto Albicocco et Élisabeth Picchi.

### Carrière
Jean-Gabriel Albicocco travaille avec Marc'O comme directeur de la photographie pour Closed Vision, présenté lors du septième Festival de Cannes en 1954. Il est assistant de Jules Dassin pour Celui qui doit mourir en 1957 avant de réaliser plusieurs courts métrages, puis des longs métrages pendant une dizaine d'années.
Il participe à la fondation de la Société des réalisateurs de films et, dans les années 1980, il représente l'industrie du cinéma français au Brésil.

### Vie privée
Jean-Gabriel Albicocco épouse l'actrice et chanteuse Marie Laforêt en 1961 dans le 16e arrondissement de Paris ; il en divorce en 1964.
Il épouse ensuite Alphonsine Blanc et Hélène Odette Marie Clotilde Tessier.

### Mort
Jean-Gabriel Albicocco meurt sans ressources le 9 avril 2001 dans un hôpital de Rio de Janeiro.

## Décoration
- Chevalier de l'ordre des Arts et des Lettres (1987)[4]

## Filmographie

### Courts métrages
- 1951 : Absolve domine[5]
- 1956 : Ciel bleu
- 1956 : Les Essais
- 1960 : Histoire de chiens
- 1961 : Nemausus.

### Longs métrages
- 1961 : La Fille aux yeux d'or
- 1963 : Le Rat d'Amérique
- 1967 : Le Grand Meaulnes
- 1970 : Le Cœur fou
- 1971 : Le Petit Matin
- 1971 : Faire l'amour : De la pilule à l'ordinateur (film à sketches, premier segment)